# ГЕС Нілеке I
ГЕС Нілеке I (尼勒克一级水电站) — гідроелектростанція на північному заході Китаю в провінції Сіньцзян. Знаходячись між ГЕС Jílíntái II (вище по течії) та ГЕС Wēnquán, входить до складу каскаду на річці Каш, правій притоці Ілі (басейн безсточного озера Балхаш). 
В межах проекту річку перекрили бетонною греблею, яка утримує водосховище з об’ємом 817 тис м3 та нормальним рівнем поверхні на позначці 1233,9 метра НРМ (під час повені рівень може зростати до 1236,4 метра НРМ, а об’єм – до 1368 тис м3). 
Зі сховища по правобережжю прокладено дериваційну трасу довжиною біля 32 км, основну частину якої складає відкритий канал. В одному місці для переходу під річкою Нілеке (доплив Каша) спорудили сифон довжиною 1,3 км, а безпосередньо до машинного залу ресурс потрапляє по напірному водоводу довжиною біля 0,7 км. Рівень води на завершенні траси (перед початком напірного водоводу) становить 1226 метрів НРМ.
Основне обладнання станції становлять чотири турбіни типу Френсіс потужністю по 60 МВт, які використовують напір у 189 метрів та забезпечують виробництво 1227 млн кВт-год електроенергії на рік.